# Палуга (присілок)
Палуга (рос. Палуга) — присілок в Лешуконському районі Архангельської області Російської Федерації.
Населення становить 97 осіб. Входить до складу муніципального утворення Юромське муніципальне утворення.

## Історія
Від 1937 року належить до Архангельської області.
Від 2004 року належить до муніципального утворення Юромське муніципальне утворення.

## Населення
| 2002 | 2010 | 2012 |
| ---- | ---- | ---- |
| 131  | ↘79  | ↗97  |